# موهوك
الموهوك هي قبيلة من الأمريكيون القدماء في أمريكا الشمالية، هي عضو في اتحاد الإيراكوي التي تعرف عن نفسها كأمة.
كانوا يعيشون في وادي الموهوك، بالقرب من بحيرة أونتاريو. حاليًا يتواجدون في سانت ريجيس بنيويورك، في الكيبك وبعضهم في أونتاريو.

عدد الموهوك في 1650 كان حوالي نحو 5,000 نسمة، ولكنه انخفض إلى 2,500 في 1660. وفي عام 1960 كان عددهم 1820 في نيويورك، والذي زاد إلى 5,000 في عام 1980. وفقا لبعض المصادر، لا يزال حوالي 3,000 يتكلم اللغة الأصلية. وفي عام 1990 كان هناك 25,000، منهم نحو 13,154 في كيبك. في كندا، فقط نحو 530 يتكلمون لغة إيراكوي. ووفقا لبيانات التعداد في الولايات المتحدة عام 2000، كان هناك 26.851 في الولايات المتحدة، و 29.742 في كيبيك وأونتاريو.

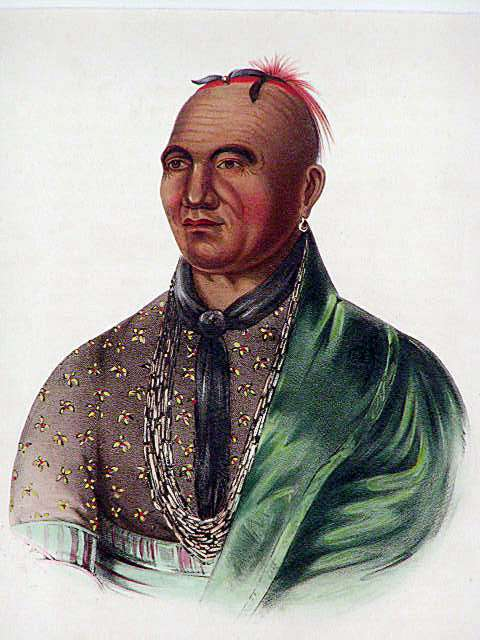
جوزيف برانت، زعيم الموهوك خلال حرب الاستقلال الأمريكية